# Universidad Nacional Experimental Marítima del Caribe
La Universidad Nacional Experimental Marítima del Caribe (UMC) es la única universidad de Venezuela en la que se forman ingenieros marítimos, futuros terceros oficiales de la Marina Mercante Venezolana, también forma futuros licenciados, ingenieros informáticos, ambientales y abre sus puertas a los estudiantes de diferentes países, una universidad experimental creada el 7 de julio de 2000 por decreto del presidente Hugo Chávez. Tiene su sede principal en la Avenida el Ejército de Catia la Mar, estado de Vargas.
Es la principal casa de estudios universitarios del estado La Guaira y de todo el litoral central, además es la más importante del país en el ámbito marítimo. Ofrece estudios de pregrado y de posgrado, en diversas carreras y menciones. Alberga una población estudiantil aproximada de más de 5.000 estudiantes, procedentes principalmente de la Región Central de Venezuela.

## Historia
En el umbral del siglo XIX, nació la inquietud de crear una escuela náutica. El 10 de mayo de 1802 el segundo cónsul Real de Caracas Francisco Javier de Longa, propuso a la Junta de Gobierno del consulado estudiar la posibilidad de instaurar una Escuela Náutica para instruir a la juventud. El consulado decidió que para ese instante no era factible establecer dicha escuela. Posteriormente, el 10 de noviembre de 1809, el capitán general Vicente Emparan junto con el comandante del apostadero de Marina de Puerto Cabello Juan con, plantearon al consulado construir una Escuela Náutica similar a las fundadas por los consulados españoles.
La revolución del 19 de abril de 1810 terminó con las instituciones monárquicas españolas en Venezuela y generó la expulsión de sus funcionarios; se creó la Junta Suprema de Caracas. El 5 de septiembre de 1810, los pilotos del apostadero de Marina de Puerto Cabello Juan Trujillo y Pedro Iglesias, pidieron permiso a la Junta Suprema de Caracas para construir un Escuela Náutica en La Guaira; por lo que pasaron la solicitud al Consulado, donde se estudió la factibilidad de fundar la escuela y nombraron a los consiliarios Sebastián Córdoba y Carranza para presentar el proyecto sobre la creación de la Escuela Náutica cuyo objetivo sería formar pilotos.
El 14 de enero de 1811, el consulado aprobó el plan presentado por Córdoba y Carranza y el día 19 del mismo mes lo ratificó la Junta Suprema de Caracas. En mayo de 1811, el Consulado determinó que la instalación de la Escuela finalizaría en junio de dicho año y pidió la autorización para comenzar las actividades el 1º de julio de 1811. El Supremo Ejecutivo aprobó dicha solicitud, por lo el Consulado procedió a publicar la aprobación en la Gaceta de Caracas y en 100 avisos de la imprenta de Juan Bailía, que fueron repartidos en los puertos y ciudades de las provincias. El inicio de las clases en la Escuela Náutica se fijó para el 1° de julio de 1811. La Escuela Náutica desempeño sus actividades educativas durante ocho meses y 25 días, finalizando sus funciones, en esta primera etapa, por la destrucción de su casa sede ocasionada por el terremoto del 26 de marzo de 1812.

## Carreras

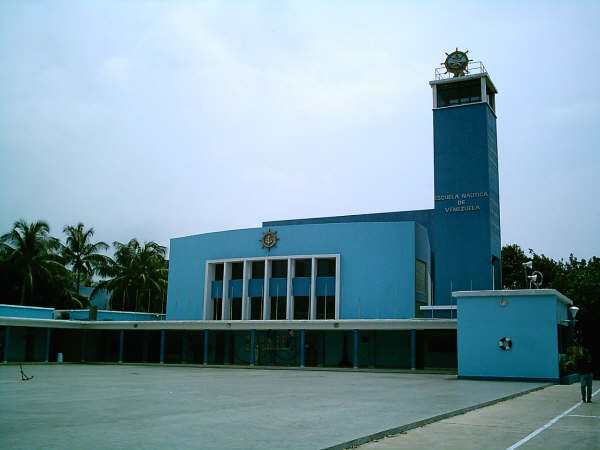
Patio de Honor de la Universidad Marítima del Caribe.

Según el Libro de oportunidades de estudios univeritarios, La Universidad Nacional Experimental Marítima del Caribe (UMC) ofrece las siguientes carreras universitarias:
- Ingeniería Ambiental.
- Ingeniería Marítima.
- Ingeniería en Informática.
- Licenciatura en Administración.
- Licenciatura en Turismo.
- Técnico Superior Universitario en Transporte Acuático (PNF).
- Los causantes del cambio de esta pagina fueron Jesus villegas y William Soler (Desde la sala de computacion de la UMC)

## Sede
- Municipio Vargas Parroquia Catia La Mar, Av. El Ejército, Catia la Mar.